# Mitar Mirić
Mitar Mirić (Bogutovo Selo kod Ugljevika, 16. januar 1957) srpski je pjevač novokomponovane narodne muzike, kao i tradicionalnih pjesama.

## Muzička karijera
Prvu singl-ploču snimio je 1974. godine za sarajevski Diskoton, gdje se kao autori pojavljuju velikani sevdalinke Zaim Imamović i Ismet Alajbegović Šerbo. Krajem sedamdesetih godina otkrivaju ga čelni ljudi izdavačke kuće Diskos (Aleksandrovac). Mitar je od 1979. do 1997. sarađivao sa Novicom Uroševićem, koji mu je komponovao gotovo sve pjesme izdate na tim albumima. Pobjeđuje na čuvenom festivalu narodne muzike Ilidža 1979. i 1980. godine, od kada njegova popularnost raste. Vrhunac dostiže izdavši albume „Dobro jutro, rekoh zori”, „U svanuće ne idem do kuće”, „Sve su iste osim tebe”, „Živela ljubav”, koji su prodati u milionskim tiražima i višestruko nagrađivani dijamantskim pločama. Od 1979. do 1984. sarađivao je i sa Branimirom Đokićem, koji ga je sa svojim ansamblom pratio na svim albumima u tom periodu. Takođe, aktivno je sarađivao sa poznatim kompozitorima kao što su Rade Vučković, Ljubo Kešelj, Dragan Aleksandrić, Dragan Brajović Braja, Marina Tucaković, Pera Stokanović. Tokom dugogodišnje karijere nagrađen je brojnim priznanjima i decenijama je jedan od najpopularnijih pjevača narodne muzike.
U serijalu „60 najlepših narodnih pesama” koji je pokrenula Radio-televizija Srbije povodom 60 godina televizije u Srbiji, Mitrova pjesma iz 1980. godine „Voli me danas više nego juče” (kompozicija Ljube Kešelja, na riječi Ilije i Đure Boljanovića i aranžman Branimira Đokića) uvrštena je kao jedna od najboljih.

## Diskografija
| - 1979 — Okreni se, ne okrenula se - 1980 — Voli me danas više nego juče - 1981 — Hoću mesto u tvom srcu - 1982 — Dobro jutro, rekoh zori - 1983 — U svanuće ne idem do kuće - 1984 — Sve su iste osim tebe - 1984 — Živela ljubav - 1986 — Ne diraj čoveka za stolom - 1987 — Ako umrem da mi žao nije - 1988 — Dajte mi da živim - 1989 — Ne može nam niko ništa - 1990 — Duša od čoveka - 1992 — Nepopravljiv | - 1993 — Bog je poslao ženu - 1995 — Dotakni me - 1996 — Čudotvorac - 1997 — Ja ne živim ovde - 1998 — Pustolov - 2000 — Samo kaži - 2002 — Nekad sam i ja voleo - 2003 — Pomirenje - 2006 — Neka puca - 2009 — Ličiš na sve moje bivše - 2011 — Nemoj da mi brojiš bore - 2016 — Pametnica - 2017 — Zvali ste na jedno piće |

- Diskografija Mitra Mirića na sajtu Discogs

## Festivali
- 1979. Ilidža - Poslednja stranica (prva nagrada stručnog žirija i publike, pobednička pesma)
- 1980. Ilidža - Dobra stara Baščaršijo
- 1980. Ilidža - Umreću bez tebe nevero moja (prva nagrada publike, pobednička pesma)
- 1984. MESAM - Živela ljubav
- 1987. Poselo 202 - Ne diraj čoveka za stolom
- 1990. Poselo godine 202 - Slađana
- 2008. Ilidža - Dobra stara Baščaršijo (Veče legendi festivala)
- 2017. Lira, Beograd - Ne može nam niko ništa / Voli me danas više nego juče (Gost revijalnog dela festivala)
- 2022. Sabor narodne muzike Srbije, Beograd, Gost revijalnog dela festivala i dobitnik Nagrade nacionalnog estradno - muzičkog umetnika Srbije

## Spoljašnje veze
- Bez laktanja i politike (intervju sa Mitrom Mirićem)